# Litesound
Litesound — интернациональная рок-группа, образованная братьями Дмитрием и Владимиром Карякиными в Минске в 2005 году.

## Предыстория
Свою музыкальную карьеру братья Дмитрий и Владимир Карякины начали в Китае в 2002 году с создания акустического дуэта. Там и состоялись их первые выступления в местных клубах, колледжах и университетах. В то время дуэт начал пробовать свои силы на различных конкурсах и фестивалях. Они прошли в финал «MOVA songwriters' competition 2002» в США, и победили на «Modern Rock Bands Competition» в Китае.
В 2003 году братья возвращаются в Минск, на конкурсе «Таланты третьего тысячелетия» они знакомятся со звукорежиссёром Андреем Старовойтовым, с которым создают первые студийные записи для радио.

## История

### 2005—2007: Создание группы
16 апреля 2005 года состоялось первое выступление группы под названием Litesound во Дворце Республики, и эта дата считается днём рождения группы. На ударных играл Сергей Гинько, на бас-гитаре Евгений Елфимов (выступал с Litesound единожды). В то время песни группы начинают ротироваться на радио и получают высокие места в хит-парадах.
Летом 2006 года Litesound заняли первое место на конкурсе Festivale Internazionale de Maiori в Италии, где познакомились с будущим участником группы Якопо Масса (Jacopo Massa), который тоже принимал участие в конкурсе. Через полгода музыканты записали совместный трек Solo Per Te, который попал в горячую радиоротацию как в Беларуси, так и в Италии. В сентябре 2007 года Litesound стали победителями на музыкальном фестивале «Амбасовище»

### 2008—2009:Going To Hollywood
Работа над дебютным альбомом совместно со звукорежиссёром Андреем Старовойтовым двигалась очень медленно и так и не была закончена, в начале 2008 года сотрудничество с ним закончилось из-за творческих разногласий. Группа осталась без наполовину записанного материала и без студии. Работа над альбомом началась с нуля. Меньше чем через месяц группе было предложено записать саундтрек для рекламного ролика компании МТС, а крупнейший на то время белорусский музыкальный лейбл West Records предложил музыкантам контракт на выпуск дебютного альбома. Саундтрек для рекламного ролика крупнейшего мобильного оператора — песня The Life — получила всенародную известность и была удостоена премии «Рингтон года». Дебютный альбом «Going to Hollywood» был выпущен 5 декабря и меньше чем за месяц вышел на третье место по количеству продаж в Беларуси в 2008 году. А песня Do You Believe стала «Песней года Беларуси». Концерты группы прошли во многих городах Беларуси. Litesound выступили на Славянском Базаре, исполнив песню Валерия Головко «Земля мой надежды» вместе с народным артистом Республики Беларусь Анатолием Ярмоленко. Солист группы Дмитрий Карякин принял участие в телепроекте «Звездные танцы 3. Мужской сезон».

### 2010: Новая волна
В 2010 году группа Litesound прошла в финал песенного конкурса «Новая волна» в Юрмале. В состав группы вошёл Якопо Масса, ранее известный поклонникам группы по совместной песне Solo Per Te, клип на которую вошёл в ТОП-10 лучших клипов среди стран СНГ и стран Балтии за 2010 год по мнению Межгосударственной телерадиокомпании «Мир». Выступление группы на «Новой волне» было высоко оценено жюри конкурса. Второй конкурсный день стал самым успешным для группы, хит своей страны — песня «Мама» Валерия Головко — в исполнении Litesound заняла второе место.

### 2011
В 2011 году группа Litesound записала гимны для команд «Шахтёр» (Солигорск), гандбольного клуба «Динамо Минск» и саундтрек к рекламе йогурта Danone. Клип на песню See You In Vegas был удостоен национальной музыкальной премии в номинации «Лучший клип года», а также альтернативной музыкальной премии Ultra-Music Awards в номинации «Лучший белорусский клип года».

### 2012: Евровидение
Litesound пять раз принимали участие в национальных отборах на конкурс «Евровидение», трижды проходя в финал и дважды занимая второе место, в 2009 году Litesound совместно с Ритой Дакотой представили в отборочном туре песню «Carry On» и заняли третье место. 14 февраля 2012 года на финальном шоу проекта «Еврофест» (национальный отбор на Евровидение в Белоруссии) группа получила второе место, по официальной информации набрав 22 балла из возможных 24. Во время награждения победителя зал скандировал «Litesound!», а возмущенный официально объявленными результатами голосования солист группы Дмитрий Карякин выражал своё несогласие, размахивая микрофонной стойкой. Слухи о фальсификации вызвали серьёзный общественный резонанс, уже на следующий день в социальных сетях начали собираться многотысячные группы, выступающие за пересмотр результатов голосования. Президент страны Александр Лукашенко поручил создать специальную комиссию для проверки результатов конкурса. По окончании проверки и пересчёта голосов комиссия установила, что результаты конкурса были фальсифицированы, и победителем официально была признана группа Litesound, которой и жюри и телезрители отдали максимально возможные 12 баллов.
По словам Карякина, в ходе подготовки к «Евровидению» имели место постоянные творческие разногласия с Белтелерадиокомпанией. Подготовка сопровождалась также и критической нехваткой финансирования. Музыканты обращались за помощью к своим поклонникам, чтобы собрать средства, необходимые для продвижения конкурсной песни в Интернете.
24 мая 2012 года Litesound выступили на Евровидении во втором полуфинале в Baku Crystal Hall с песней «We Are the Heroes» («Мы — герои»), но не прошли в финал, заняв 15 место из 18.
14 января 2013 года Litesound получили премию Eurostar Award, набрав более 14 тысяч голосов и опередив победителя «Евровидения» 2012 года Loreen на 10 тысяч голосов. Это первый случай в истории Eurostar Award, когда обладателем премии стал артист, столь низко оцененный в основном конкурсе и не прошедший в финал Евровидения.

### 2013
В январе вышел второй русскоязычный сингл группы — «Сойдем с ума», в 2012—2013 годах группа активно гастролировала по городам Беларуси, России, Португалии, Бельгии, Голландии, в том числе с первыми сольными концертами в Москве и в Италии. В декабре был выпущен новогодний клип в двух языковых версиях — «Shooting Star» и «Рукой до звезд», который был номинирован на Национальную музыкальную премию «Лира».

### 2014
Композиция Brothers победила в конкурсе на лучшую песню-гимн чемпионата мира по хоккею с шайбой 2014 года. Во время чемпионата был представлен клип на песню, в котором снялся Олег Антоненко, а также команда Юность-Минск.
Солист группы Дмитрий Карякин участвовал в шоу «Хочу к Меладзе», Константин Меладзе назвал его «идеальным участником бойз-бэнда, который он пытается собрать». Видео этого выступления набрало полмиллиона просмотров на YouTube. Карякин покинул проект в полуфинале.

### 2015
Группа Litesound создала саундтрек «UFO» для одноимённого шоу братьев Эдгарда и Аскольда Запашных. 3 марта 2015 года был выпущен клип, снятый в сотрудничестве с Большим Московским государственным цирком.
Группа Litesound совместно со своим бывшим участником Алексом Колчиным выпустили клип на кавер-версию песни, представлявшую Россию на Евровидении 2015 — «A Million Voices» стало самым популярным кавером на песню Полины Гагариной.

### 2016
В дуэте с молдавской певицей Katherine группа Litesound подали заявку на участие в отборе на «Евровидение» от Молдавии и прошли в полуфинал. Но 2 февраля за три недели до полуфинала стало известно, что артисты отказались от участия в конкурсе без объяснения причины (англ.).
18 марта 2016 года группа представила свой первый русскоязычный клип «Раздеть тебя», снятый в Санкт-Петербурге в сотрудничестве с дрифт-командой Evil Empire и с гонщиком Сергеем Коборгиным. Клип стал лучшим белорусским клипом года по версии телеканала «Мир»

### 2017—2019
В ноябре 2017 года музыканты подписали контракт с российским музыкальным лейблом RAVE MUSIC, после чего отыграли сольный концерт в Москве.. В июле 2019 года группа заявила, что они стали жертвой аферистов и остались недовольны сотрудничеством в рамках контракта.
С лета 2017 года группа начала студийную работу над новой пластинкой. Альбом «LITESOUND» вышел 30 сентября 2018 года, в него вошло 14 треков, включая известные хиты группы, такие как We Are The Heroes и Раздеть тебя, а также абсолютно новые песни.
Litesound приняли участие в конкурсе песен церемоний открытия и закрытия вторых Европейских игр 2019 года. Специально написанная для Европейских игр песня «Champion» вошла во второй тур и победила в зрительском голосовании. По решению жюри «Champion» вошла в тройку победителей. Тем не менее, выступление группы на закрытии игр было отменено организаторами за несколько дней до церемонии.

### 2020 и далее
В 2020 году музыканты раскритиковали политику белорусских властей в отношении пандемии коронавируса. После этого группе отказали в концертах на 3 июля и в участии в «Славянском базаре». В июле 2020 года Litesound выпустили беларускоязычную версию песни «We Are The Heroes». Группа выступила на митинге в поддержку Светланы Тихановской.
13 октября 2022 года братьев Карякиных и их родителей задержали бойцы СОБР в полной экипировке. В марте 2023 года все четверо были приговорены к нескольким годам «домашней химии» за участие в протестах 2020 года.

## Состав
Современный состав
- Дмитрий Карякин — вокал, гитара, бас-гитара, клавиши (с 2005)
- Владимир Карякин — вокал, гитара (с 2005)
- Евгений Бальчюс — бас-гитара, вокал (с 2017)
- Макс Бобко — ударные (с 2019)

Бывшие участники и сессионные музыканты
- Сергей Гинько — ударные (2005—2008)
- Марио Гулинский (Владимир Гулинский) — бас-гитара (2005—2012)
- Александр Волощик — ударные (2008—2012)
- Евгений Садовский — клавишные (2009—2012)
- Игнат Якович — ударные (2012)
- Алекс Колчин — вокал, клавиши, гитара (2012—2013)
- Алесь Соболь — ударные (2012—2013)
- Якопо Масса (Jacopo Massa) — вокал, гитара, бас-гитара (2010—2013)
- Артемий Доронкин — бас-гитара (2013—2014)
- Егор Доронкин — ударные (2013—2014)
- Андрей Равовой — ударные (2015—2016, 2018—2019)

## Дискография

### Студийные альбомы
| Год  | Название           |
| ---- | ------------------ |
| 2008 | Going to Hollywood |
| 2018 | Litesound          |

### Синглы
| Год  | Название песни                 |
| ---- | ------------------------------ |
| 2004 | I’ve Been Waiting              |
| 2004 | This Time                      |
| 2005 | Your World                     |
| 2005 | It’s You                       |
| 2006 | My Faith                       |
| 2006 | Summer Trip                    |
| 2007 | Solo Per Te feat. Jacopo Massa |
| 2007 | With You                       |
| 2008 | Do You Believe                 |
| 2008 | The Life                       |
| 2008 | The Life feat. The Champions   |
| 2008 | Wonderful Girl                 |
| 2009 | Carry on (feat. Dakota)        |
| 2010 | Rock Tonite                    |
| 2010 | Бесконечно                     |
| 2011 | If You Love Me                 |
| 2011 | See You In Vegas               |
| 2012 | We Are The Heroes              |
| 2012 | I Wish You Were Near Me        |
| 2013 | Сойдем с ума                   |
| 2013 | Shooting Star                  |
| 2013 | Рукой до звезд                 |
| 2014 | Need Me                        |
| 2014 | Не играй с огнем               |
| 2014 | Brothers                       |
| 2015 | UFO                            |
| 2015 | Give Me Your Hand              |
| 2016 | Раздеть тебя                   |
| 2016 | Together                       |
| 2017 | The Whole World                |
| 2018 | Give Me The Rhythm             |
| 2019 | На клеточном уровне            |
| 2019 | Champion                       |
| 2019 | Arcade Games                   |
| 2019 | Fight For The Dream            |
| 2020 | Моя вселенная                  |
| 2020 | Мы героі                       |
| 2020 | Беларускаму люду               |
| 2021 | Fire                           |

Песни группы Litesound выходили на различных сборниках. Композиция «My Faith» вышла на диске под названием «Первый интернационал» и в сборнике «Евровигма», изданном компанией «Вигма» в 2006 году.
В 2007 году в рамках информационной кампании «Где есть насилие — нет семьи» песни группы Litesound вошли в мультимедийный диск.
5 декабря 2008 — сольный альбом Going to Hollywood («По дороге в Голливуд»), выпущенный компанией West Records.
В 2008 году в рамках акции «Выключи насилие в семье» песни группы Litesound вышли на компакт-диске «БОЛЬШЕ НИ ЗВУКА!»
Песня Solo Per Te, записанная совместно с Jacopo Massa, вышла на его альбоме Energia Emotiva в 2009 году.
Дуэтная песня с Анной Шаркуновой «Что, если мы» вошла в её альбом «Я СИЛЬНАЯ» (2015).
Песня We Are The Heroes, переведенная на язык Африкаанс под названием So Se Die Here стала 9-м треком альбома Gebed Van 'n Sondaar известного южно-африканского певца Nicholis Louw.

### Видеоклипы
| Год  | Клип                                                      | Режиссёр                          | Оператор-постановщик              |
| ---- | --------------------------------------------------------- | --------------------------------- | --------------------------------- |
| 2009 | «Solo Per Te» (feat. Jacopo Massa)                        | Дмитрий Карякин, Владимир Карякин | Николай Маминов                   |
| 2011 | «See You In Vegas»                                        | Дмитрий Карякин, Владимир Карякин | Владимир Карякин                  |
| 2012 | «We Are The Heroes»                                       | Дмитрий Карякин, Владимир Карякин | Владимир Карякин                  |
| 2012 | «We Are The Heroes» (feat. Alexander Lipnitsky Orchestra) | Крис Нонг                         | Крис Нонг                         |
| 2012 | «Finally»                                                 | Виктор Оскирко                    | Виктор Оскирко                    |
| 2013 | «Shooting Star»                                           | Владимир Карякин                  | Владимир Карякин                  |
| 2013 | «Рукой до звезд»                                          | Владимир Карякин                  | Владимир Карякин                  |
| 2014 | «Brothers»                                                | Дмитрий Карякин, Владимир Карякин | Владимир Карякин                  |
| 2015 | «UFO»                                                     | Дмитрий Карякин, Владимир Карякин | Владимир Карякин                  |
| 2015 | «I Wish You Were Near Me»                                 | Мария Исаева                      | Евгений Мальгин                   |
| 2015 | «A Million Voices» (feat. Alex Kolchin)                   | Дмитрий Карякин, Владимир Карякин | Евгений Грищенко                  |
| 2016 | «Раздеть тебя»                                            | Дмитрий Карякин, Владимир Карякин | Виктор Оскирко                    |
| 2016 | «Together» (Young.Wild.Brave)                             | Дмитрий Карякин, Владимир Карякин | Дмитрий Карякин, Владимир Карякин |
| 2018 | «Don’t Worry About Me»                                    | Дмитрий Карякин, Владимир Карякин | Дмитрий Карякин, Владимир Карякин |
| 2019 | «Ненормальный»                                            | Дмитрий Карякин, Владимир Карякин | Дмитрий Карякин, Владимир Карякин |
| 2019 | «Champion» (2nd European Games 2019 Official Song)        | Дмитрий Карякин, Владимир Карякин | Дмитрий Карякин, Владимир Карякин |

## Награды, номинации, конкурсы
| Год  | Название                                                                                 | Описание | Результат                                                                  |
| ---- | ---------------------------------------------------------------------------------------- | --- | -------------------------------------------------------------------------- |
| 2006 | Festival Internazionale di Maiori                                                        | Италия, город Майори, участие с песней «Summer Trip» | Победа                                                                     |
| 2006 | Дорога на Евровидение                                                                    | Национальный отбор Беларуси на конкурс Евровидение. Песня «My Faith» | Финал                                                                      |
| 2007 | Амбасовище                                                                               | Ежегодный музыкальный фестиваль, организуемый посольством США в Беларуси | Победа                                                                     |
| 2007 | Песни мира                                                                               | Молдова, Кишинев. Вокальный конкурс. Участие Дмитрия Карякина | Второе место                                                               |
| 2007 | Еврофест                                                                                 | Национальный отбор Беларуси на конкурс Евровидение. Песня «Summer Trip» | Полуфинал, второе место по голосованию телезрителей с песней «Summer Trip» |
| 2008 | Еврофест                                                                                 | Национальный отбор Беларуси на конкурс Евровидение. Песня «Do You Believe»                                                                                                   | Второе место                                                               |
| 2008 | Песня года Беларуси                                                                      | Песня «Do You Believe» | Победа                                                                     |
| 2009 | Еврофест                                                                                 | Национальный отбор Беларуси на конкурс Евровидение. Песня «Carry On» (feat. Дакота)                                                                                          | Второе место                                                               |
| 2009 | Премия телеканала СТВ                                                                    | «Рингтон года» — «The Life» | Победа                                                                     |
| 2009 | Золотое ухо                                                                              | Премия Альфа Радио | Победа                                                                     |
| 2009 | Десятка лучших клипов России, Беларуси, стран СНГ и Балтии по мнению телеканала Мир      | Клип «Solo Per Te» | Номинация                                                                  |
| 2009 | Песня года Беларуси                                                                      | Песня «The Life» | Номинация                                                                  |
| 2010 | Новая волна                                                                              | Первый конкурсный день — песня «Amazed» (Lonestar) — 5-е место, Второй конкурсный день — песня «Мама» — 2-е место, Третий конкурсный день — песня «Rock Tonite» — 10-е место | Шестое место                                                               |
| 2011 | Национальная музыкальная премия Беларуси                                                 | Номинация «Лучший клип года» — «See You In Vegas» | Победа                                                                     |
| 2011 | Ultra-Music Awards                                                                       | Номинация «Лучший белорусский клип года» — «See You In Vegas» | Победа                                                                     |
| 2012 | Еврофест                                                                                 | Национальный отбор Беларуси на конкурс Евровидение. Песня «We Are The Heroes»                                                                                                | Победа                                                                     |
| 2012 | Евровидение                                                                              | Участие от Беларуси с песней «We Are The Heroes» | 15 место в полуфинале                                                      |
| 2012 | Премия БелМузТв                                                                          | Номинация «Герои года» | Победа                                                                     |
| 2013 | EUROSTAR AWARD 2012                                                                      | Песня «We Are The Heroes» | Победа                                                                     |
| 2013 | VKLYBE.TV Intelligent People Minsk 2013                                                  | Номинация «Лучшая Рок-группа» | Победа                                                                     |
| 2013 | Национальная музыкальная премия 2013                                                     | Номинация «Лучший рок-исполнитель (коллектив)» | Номинация                                                                  |
| 2014 | Конкурс на гимн Чемпионата Мира по хоккею                                                | Песня «Brothers» | Победа                                                                     |
| 2014 | Хочу к Меладзе (укр.)                                                                    | Участие Дмитрия Карякина | Полуфинал                                                                  |
| 2014 | Fresh News Awards 2014                                                                   | Номинация «Пиар года» | Победа                                                                     |
| 2014 | Национальная музыкальная премия «Лира»                                                   | Клип «Shooting Star» | Номинация                                                                  |
| 2015 | Музыкальная Народная премия                                                              | Номинация «Лучшая рок-группа года» | Победа                                                                     |
| 2016 | Национальный отбор Молдовы на конкурс Евровидение (англ.)                                | Песня «Imagine» (feat. Katherine) | Полуфинал, отказ от дальнейшего участия                                    |
| 2016 | Top Singers Of Belarus 2016                                                              | Номинация «Чисто по лайту» | Победа                                                                     |
| 2016 | Премия VKLYBE TV                                                                         | Номинация «Лучший клубный исполнитель» | Победа                                                                     |
| 2017 | Лучший белорусский клип года по версии телеканала Мир                                    | Видеоклип «Раздеть тебя» | Победа                                                                     |
| 2018 | TOP ARTIST 2018                                                                          | Номинация «Лучшая песня группы» | Победа                                                                     |
| 2018 | Конкурс на создание песен для церемоний открытия и закрытия ІІ Европейских игр 2019 года | Песня «Champion» | Третье место                                                               |
| 2019 | Песня года Беларуси                                                                      | Номинация «Лучшая группа года» | Номинация                                                                  |

## Саундтреки
Весной 2008 года Litesound записали песню The Life — саундтрек к рекламному ролику компании МТС.
В 2011 году группа Litesound записала гимны для команд «Шахтёр» (Солигорск) и гандбольного клуба «Динамо-Минск».
В 2011 был записан саундтрек к рекламе йогурта Danone.
Весной 2014 года песня Brothers группы Litesound становится официальном гимном чемпионата мира по хоккею 2014 в Беларуси.
В начале 2015 года Litesound записывают официальный саундтрек для популярного шоу «Ufo. Цирк с другой планеты» братьев Запашных

## Преследование за политическую позицию
В 2020 году Litesound выступили на митинге в поддержку Светланы Тихановской. В октябре того же года их концерт в Минске был отменен из-за «правительственного мероприятия», которое назначили в зале вместо выступления.
В октябре 2022 года Дмитрий и Владимир Карякины были задержаны СОБРом. Покаянное видео с ними появилось в провластных телеграм-каналах.
В марте 2023 года суд назначил музыкантам Дмитрию и Владимиру и их родителям до 3-х лет домашней химии. Музыкантов и их родителей обвиняли в грубом нарушении порядка и незаконных действиях в отношении оружия.